# Yaoundé Music Awards
Los Yaoundé Music Awards (YMA) son una ceremonia de premios prestigiosa que reconoce a músicos talentosos de Camerún y del continente africano en su totalidad. El objetivo de los premios es honrar a los artistas excepcionales y sus contribuciones a la industria musical en la región. Celebrada en la capital de Camerún, Yaoundé, la ceremonia sirve como una plataforma para destacar y promover la música africana.

## Historia
Los Yaoundé Music Awards han sido establecidos con el objetivo de mejorar la escena musical en Camerún y reconocer el trabajo y las contribuciones de los artistas. Aunque los detalles específicos sobre la fecha exacta de establecimiento y la primera edición pueden variar, los YMA ganaron rápidamente el reconocimiento en la industria musical regional y se convirtieron en un evento importante en el calendario de la música africana 

## Categoría
Los YMA abarcan una variedad de categorías de los premios que incluyen diferentes géneros musicales y logros artísticos.   Algunas de las categorías habituales contienen:
- Mejor artista
- Mejor canción
- Mejor álbum
- Artista revelación
- Mejor vídeo musical
- Mejor productor

## Ceremonia
La ceremonia de los Yaoundé Music Awards suele ser un evento de alta costura que reúne numerosos artistas, productores, profesionales de medios de comunicación y aficionados a la música. Aparte de la entrega de premios, en la ceremonia a menudo se presentan actuaciones musicales y apariciones de invitados especiales del mundo de la música. La celebración es famosa por su ambiente festivo y alta producción.

## Importancia
Los YMA son esenciales para la promoción y el apoyo a los artistas locales y la contribución al crecimiento y desarrollo de la industria musical en Camerún y toda África. Aquellos premios ayudan a reconocer los talentos y animan a los artistas a seguir con su trabajo e innovación.

## Reconocimiento
Los YMA han sido aclamados y elogiados por jugar un papel fundamental en el reconocimiento de la música africana y el apoyo a los artistas. También se volvieron importantes en la comunidad internacional musical como una plataforma que destaca el valor cultural y artístico de la música africana.
Los Yaoundé Music Awards son el evento crucial en el calendario musical regional de Camerún y de toda África. Gracias su empeño y dedicación al reconocimiento de los talentos, los YMA siguen contribuyendo al desarrollo y promoción de la industria musical en esta parte del mundo. Muchas empresas apoyaron la ceremonia, incluyendo Meridian Gaming.